# Christina Alida Blijdenstein
Christina Alida van Heek-Blijdenstein (Enschede, 28 juli 1823 – aldaar, 5 april 1859) was een Nederlandse schilderes en tekenares.

## Leven en werk
Blijdenstein was een dochter van textielfabrikant Benjamin Willem Blijdenstein (1780-1857) en Catharina ten Cate (1786-1845). Ze trouwde in 1856 met Hendrik Jan van Heek (1814-1872), lid van de textielfamilie Van Heek. 
Blijdenstein was een leerling van de Amsterdamse schilder Jan Willem Pieneman en van Adriana Johanna Haanen. In 1849 bezocht ze Parijs. Ze schilderde portretten, figuur- en genrestukken.
Blijdenstein overleed op 35-jarige leeftijd. Een deel van haar werk ging bij de stadsbrand van Enschede in 1862 verloren. In 1932 werden in het Rijksmuseum Twenthe een vijftigtal werken getoond op een overzichtstentoonstelling van haar werk.
- Biografisch Portaal: 75644164
- International Standard Name Identifier: 0000 0003 9627 2547
- Nederlandse Thesaurus van Auteursnamen: 126021163
- RKD-Nederlands Instituut voor Kunstgeschiedenis: 9050
- Virtual International Authority File: 291171053
- WorldCat: E39PBJmhKpYTWgyk933DhP4g8C